# 田邊秀樹
田邊 秀樹（たなべ ひでき、1987年11月11日 - ）は、日本の元ラグビー選手。

## プロフィール
- 大阪府東大阪市出身。
- ポジションはフルバック(FB)。
- 身長 180cm、体重 87kg
- ニックネームはベーヤン、ヒデキ。
- U19日本代表に選ばれたことがある[1]。

## 略歴
6歳からラグビーを始めた。
2006年、啓光学園高校卒業後、早稲田大学に入学する。なお啓光学園高校時代、高校日本代表に選ばれ、第29回高校東西対抗試合に西軍で出場した。
2009年、早稲田大学ラグビー蹴球部の副将に就任した。
2011年、早稲田大学卒業後、神戸製鋼コベルコスティーラーズ(現・コベルコ神戸スティーラーズ)に加入。
2013年9月28日に行われたジャパンラグビートップリーグ第4節の豊田自動織機シャトルズ戦に途中出場で公式戦初出場を果たす。
2017年、日野自動車レッドドルフィンズ（現・日野レッドドルフィンズ）に加入。
2022年、現役を引退した。